# Fabrella tsugae
Fabrella tsugae är en svampart som först beskrevs av William Gilson Farlow, och fick sitt nu gällande namn av Wilhelm Kirschstein 1941. Fabrella tsugae ingår i släktet Fabrella och familjen Hemiphacidiaceae.   Inga underarter finns listade i Catalogue of Life.